# محدوده بیرونی
محدوده بیرونی (انگلیسی: Outer Range) یک مجموعه تلویزیونی آمریکایی فراطبیعی وسترن فیلم معمایی دلهره‌آور (ژانر) تلویزیون اینترنتی ساخته شده توسط برایان واتکینز و با بازی جاش برولین است که برای اولین بار از پرایم ویدئو در ۱۵ آوریل ۲۰۲۲ پخش شد. در اکتبر ۲۰۲۲، این سریال برای فصل دوم تمدید شد. چارلز موری به‌جای واتکینز به‌عنوان مدیر تولید انتخاب شد. فصل دوم در ۱۶ می ۲۰۲۴ پخش شد. این سریال به‌طور کلی نقدهای مثبتی دریافت کرده و به‌ویژه بازی بازیگرانش (به‌خصوص برولین و پوتس) تحسین شده است. در ژوئیه ۲۰۲۴، پس از دو فصل، سریال لغو شد.

## داستان
رویال ابوت یک کشاورز در وایومینگ است که برای سرزمین و خانواده‌اش می‌جنگد، که پس از رسیدن پاییز، یک خلأ سیاه مرموز را در مرتع کشف می‌کند، در حالی که خانواده ابوت با ناپدید شدن عروسشان ربکا کنار می‌آیند، زمانی که خانواده‌ای رقیب، تیلرسون‌ها، سعی می‌کنند سرزمین‌شان را تصرف کنند، بیشتر به لبه پرتگاه کشیده می‌شوند.

## بازیگران و شخصیت‌ها

### اصلی
- جاش برولین در نقش رویال ابوت
- لیلی تیلور در نقش سیسیلیا ابوت
- تامارا پودمسکی در نقش معاون کلانتر جوی
- تام پلفری در نقش پری ابوت
- ایموجن پوتس در نقش پاییز
- لوئیس پولمن در نقش رت ابوت
- نوا رید در نقش بیلی تیلرسون
- شان سیپس در نقش لوک تیلرسون
- ایزابل آرایزا در نقش ماریا اولیوارس
- الیو ابرکرومبی در نقش امی ابوت

### مکمل
- ویل پاتون در نقش وین تیلرسون
- متیو ماهر در نقش معاون مت
- آنجلین مورنینگ استار در نقش مارتا هاوک
- مت لوریا در نقش ترور تیلرسون

## قسمت‌ها
| شم. | عنوان         | کارگردان             | نویسنده                    | تاریخ پخش اصلی |
| --- | ------------- | -------------------- | -------------------------- | -------------- |
| ۱ | «باطل»        | آلونسو روئیس‌پالاسیوس | برایان واتکینز             | ۱۵ آوریل ۲۰۲۲  |
| در شهر وابانگ، وایومینگ، رویال ابوت، صاحب یک مزرعه بزرگ، زنی به نام پاییز به سراغش می‌آید و از او می‌خواهد در سرزمین ابوت چادر بزند، رویال می‌پذیرد. رویال و پسرانش رت و پری توسط پسران خانواده همسایه تیلرسون، تروور، لوک و بیلی ملاقات می‌کنند که به رویال اطلاع می‌دهند که قطعه زمین مشخصی در مزرعه در واقع به خانواده تیلرسون تعلق دارد و خطوط ملکی باید دوباره ترسیم شود وگرنه تیلرسون‌ها ابوت‌ها را به دادگاه خواهند برد. رویال بعداً یک سوراخ غیرقابل توضیح و ظاهراً بی ته در زمین خود پیدا می‌کند. زمانی که رویال دست خود را به داخل سوراخ دراز می‌کند، رؤیاهای نبوی دریافت می‌کند، بعداً به خانه بازمی‌گردد و معاون کلانتر جوی را می‌بیند که به بقیه خانواده‌اش توضیح می‌دهد که مقامات قصد دارند تحقیقات دربارهٔ ناپدید شدن عروسش ربکا را که همسرش بود، متوقف کنند. به پری و مادر به دختر پری و امی نوه رویال. در یک بار محلی اواخر شب، پری و تروور، هر دو مست، پس از اینکه ترور به پری دربارهٔ ربکا طعنه می‌زند و پری ترور را تا حد مرگ کتک می‌زند، با هم درگیر می‌شوند. رت و پری جسد تروور را به مزرعه ابوت برمی‌گردانند و رویال برای محافظت از خانواده‌اش تصمیم می‌گیرد قتل را پنهان کند. رویال پس از انداختن جسد تروور به داخل سوراخ، با پاییز مواجه می‌شود که او را به داخل سوراخ هل می‌دهد. |               |                      |                            |                |
| ۲ | «سرزمین»      | آلونسو رویزپالاسیوس  | برایان واتکینز             | ۱۵ آوریل ۲۰۲۲  |
| سیسیلیا، رت، و پری داستان خود را مستقیماً صبح بعد از زمانی که رویال ناگهان در یک مزرعه از خواب بیدار شده بود، به خانه بازمی‌گردد. لوک با جوی ملاقات می‌کند و قول حمایت از قبیله تیلرسون در انتخابات آینده را در ازای حمایت او برای یافتن ترور می‌دهد. رویال و پری با وکیل خانواده ابوت ملاقات می‌کنند که ادعای تیلرسون در مورد سرزمینشان را تأیید می‌کند و به رویال توصیه می‌کند که آن را رها کند. در عوض، رویال با پدرسالار تیلرسون، وین ملاقات می‌کند و قطعه زمین کوچک‌تری را در بخش دیگری از مزرعه پیشنهاد می‌کند، اما وین با قاطعیت در مرتع غربی مخالفت می‌کند. امی در طبیعت با پاییز ملاقات می‌کند و پاییز به نمادی عجیب در مزرعه ابوت اشاره می‌کند که احساس می‌کند به سمت آن کشیده شده است. رویال تصمیم می‌گیرد تمام گاوها را در کل مزرعه جابجا کند تا از سوراخ جلوگیری کند. در آن شب، پاییز با رویال روبرو می‌شود و از او می‌پرسد که در سوراخ چه اتفاقی افتاده و چگونه بازگشت - رویال به یاد می‌آورد که او در کنار سوراخ در دنیایی به ظاهر دیگر از خواب بیدار شد، جایی که هم با مردم شهر و هم با سربازان روبرو شد. سپس نسخه‌ای از سیسیلیا به او اطلاع داد که دو سال مرده است و سپس به او هشدار داد که بدود - سپس لوک به روی رویال شلیک می‌کند، که برمی‌گردد و دوباره به داخل سوراخ می‌پرد.     |               |                      |                            |                |
| ۳ | «زمان»        | جنیفر گتزینگر        | زیو بورو                   | ۲۲ آوریل ۲۰۲۲  |
| جوی جنایتکاری را دستگیر می‌کند که به دیگر مردم شهر مفقود شده هشدار می‌دهد، پاییز با پری ملاقات می‌کند. هنگام خرید، سیسیلیا ربکا را در حال رانندگی کامیون می‌بیند و بعداً آن را رد می‌کند. جوی آن شب در یک رودئو با رت روبرو می‌شود و می‌گوید که خون رت روی سگک کمربند ترور پیدا شده است. بعداً، در حالی که اجرای خود را جشن می‌گرفت، رت به دلیل رفتار مستی دستگیر می‌شود. جوی در حین بازداشت، رت را بازجویی می‌کند و رت اعتراف می‌کند که با ترور دعوا کرده است، اما حضور شخص دیگری را انکار می‌کند. رویال با پاییز روبه‌رو می‌شود و اظهار می‌دارد که معتقد است در زمان در سوراخ سفر کرده است. او به او دستور می‌دهد که در ازای دانش خود سکوت کند. به‌طور همزمان، رویال و جوی و بسیاری دیگر از ساکنان وایومینگ متوجه ناپدید شدن یک کوه برای مدت کوتاهی می‌شوند. در حین پیاده‌روی، امی جسد ترور را در بیابان پیدا می‌کند و رویال به جوی اطلاع می‌دهد. |               |                      |                            |                |
| ۴ | «از دست دادن» | جنیفر گتزینگر        | برایان واتکینز و لوسی تربر | ۲۲ آوریل ۲۰۲۲  |
| ۵ | «خاک»         | اعلان‌نشده            | اعلان‌نشده                  | ۲۹ آوریل ۲۰۲۲  |
| ۶ | «خانواده»     | اعلان‌نشده            | اعلان‌نشده                  | ۲۹ آوریل ۲۰۲۲  |
| ۷ | «ناشناخته»    | اعلان‌نشده            | اعلان‌نشده                  | ۶ مه ۲۰۲۲      |
| ۸ | «غرب»         | اعلان‌نشده            | اعلان‌نشده                  | ۶ مه ۲۰۲۲      |

## انتشار
یک تیزر تریلر در ۹ مارس ۲۰۲۲ منتشر شد. دو قسمت اول از فصل اول هشت قسمتی در تاریخ ۱۵ آوریل ۲۰۲۲ در پرایم ویدئو با دو قسمت جدید هر هفته برای اولین بار پخش شد.